# Сергеев, Кирилл Юрьевич
Кири́лл Юрьеви́ч Серге́ев (наиболее известен как Kito Jempere; род. 15 октября 1985, Ленинград) — российский электронный музыкант, диджей, исполнитель и продюсер. Основатель музыкальных групп «Uniquetunes», «Saint Petersburg Disco Spin Club», «Kito Jempere Band» и участник группы «Mancave». Лидер сольного музыкального проекта «Toje Kito».
Ощутимую международную известность получил под псевдонимом Kito Jempere в 2014 году, в России стал известен после участия в экспериментальном концерте живой электронной музыки на новой сцене Александринского театра в 2015-м. Выступает сольно как диджей и в составе музыкальных коллективов с многочисленными концертами в России и за рубежом. Музыкальные пристрастия в плане диджеинга находятся в области стилей хаус, техно, транс, эмбиент и других. Ключевой особенностью творчества Сергеева является сочетание электронной музыки с живым оркестровым исполнением.

## Биография
Кирилл Юрьевич Сергеев родился 15 октября 1985 года в Ленинграде. Окончил Санкт-Петербургский государственный институт культуры, имеет специальность продюсера музыкального бизнеса. Также обучался на эстрадно-джазовом отделении.
Большую часть времени музыкант проводит в Санкт-Петербурге, где сочиняет и записывает свою музыку. Совмещает музыкальную карьеру с продюсированием баров, ресторанов и крупных фестивалей. C 2013 по 2015 год работал художественным руководителем петербургских баров «Дом Быта» («Dom Beata») и «Beatnik». С 2016-го с занимает должность арт-директора петербургского ресторана «KUZNYAHOUSE» в Новой Голландии. В 2021-м участвовал в организации московского фестиваля «Итальянские каникулы» в качестве музыкального куратора.
Женат, жену зовут Анастасия. У супругов есть сын Фёдор.

## Творчество

### Ранние годы
Сергеев начал заниматься музыкой в шесть лет, обучался игре на фортепиано. С десяти лет писал песни на русском и английском языках, играл в школьных музыкальных коллективах на гитаре. Вдохновившись творчеством певца Блэка Фрэнсиса и рок-группы «Sonic Youth», в подростковом возрасте организовал свою музыкальную группу, в составе которой экспериментировал с созданием электронной музыки на компьютере Intel 80486.

### DJ Kirill Sergeew и «Uniquetunes»
В 2006 году Сергеев начал выступать в качестве диджея. Под именем DJ Kirill Sergeew ставил электронную музыку в ночных клубах Санкт-Петербурга. Параллельно основал музыкальную группу «Uniquetunes», в которой играл на сэмплере. Сергеев являлся постоянным членом группы до 2012-года. За годы своего существования «Uniquetunes» выпустили три студийных альбома и одну компиляцию живых выступлений, сочетая в них элементы ню-джаза, трип-хопа, инди-рока и психоделической музыки, и также совершила большой гастрольный тур в странах Европы. Альбомы положительно оценивали музыканты Jaga Jazzist и Clutchy Hopkins. «Uniquetunes» принимали участие в фестивалях «Окна открой!», «SKIF», «Stereoleto Winter Session», «BassTheWorld», «Live! в городе» и выступали вместе с ведущими отечественными и зарубежными исполнителями, включая «Red Snapper», «Russian Circles», DJ Krush, Bonobo и Амона Тобина.
В 2009 году группа получила Премию имени Сергея Курёхина в номинации «Электро-механика» за лучший проект в области электронной музыки.
В составе «Uniquetunes» Кирилл Сергеев также принял участие в написании музыки к спектаклю Джулиано Ди Капуа «Медея. Эпизоды», получившего гран-при Премии Курёхина в 2011 году.

### Saint Petersburg Disco Spin Club
С 2010 по 2015 годы Сергеев работал диджеем под новым псевдонимом — Saint Petersburg Disco Spin Club (SPDSC). Музыкант начал экспериментировать в жанрах хаус и диско и в 2011-м организовал одноимённый импровизационный коллектив. В состав «Saint Petersburg Disco Spin Club» вошли Сергей Липский из группы «Simple Symmetry», Григорий Добрынин из «On-The-Go», певица Яна Блиндер, диджей Леонид Липелис и другие.
Параллельно диджей продолжал выступать сольно и выпустил в 2013-м альбом «Contemporary Sound of Russia» в соавторстве с некоторыми членами группы «Saint Petersburg Disco Spin Club» и другими приглашенными музыкантами. Альбом вышел на музыкальном лейбле «Glenview», A&R-менеджером которого Сергеев стал в том же году. В мае 2013 года группа «Saint Petersburg Disco Spin Club» также приняла участие в фестивале Bosco Fresh, проводившимся в Парке Горького в рамках открытого фестиваля искусств Черешневый лес. «Saint Petersburg Disco Spin Club» выступали вместе с Therr Maitz, Woodkid, Datarock, Motorama и другими исполнителями.
В 2015 году группа провела импровизационный концерт в одной из звукозаписывающих студий Санкт-Петербурга. Одновременно в студии проходила открытая для публики запись их лайв-альбома.

### Kito Jempere
В 2013 году Кирилл Сергеев впервые использовал имя Kito Jempere для записи мини-альбома «Confusion» в звукозаписывающей компании «Freerange Records», принадлежащей британскому диджею и продюсеру Джейми Оделлу. Как отмечал музыкант, в выборе псевдонима он вдохновлялся японским и финскими языками. В 2014-м Kito Jempere открыл собственный лейбл звукозаписи «Fata Morgana», на котором он выпустил сольный альбом «Objects» в стиле deep house. Сам музыкант охарактеризовал свой альбом как «нетанцевальную электронику».
В 2015 году Сергеев дебютировал с импровизационным концертом живой электронной музыки на новой сцене Александринского театра в рамках проекта «Открытая репетиция». Команда музыканта экспериментировала с использованием различных предметов в качестве музыкальных инструментов, включая печатную машинку. В состав концертной команды вошли диджей Леонид Липелис, лидер группы «СБПЧ» Кирилл Иванов, барабанщик группы «IOWA» Руслан Гаджимурадов, музыкант-мультиинструменталист Антон Малинен, вокалист Артемий Губнин, звукорежиссёр Роман Уразов, а также музыканты Георгий Котунов, Леон Суходольский, Матвей Аверин и Игорь Шилов. Немного позднее Кирилл Сергеев пригласил Уразова, Гаджимурадова, Аверина и Липелиса в основной состав новосозданной группы «Kito Jempere Band».
В 2016 году музыкальный коллектив стал одним из хедлайнеров петербургского «Present Perfect Festival».
В 2017-м группа записала свой первый альбом «Sea Monster», в создании которого также участвовали в качестве сессионных музыкантов Иванов, Котунов, Суходольский, Шилов и Малинен. Преимущественно хаус-композиции альбома сочетали элементы поп-баллад и психоделической музыки. «Sea Monster», охарактеризованный критиками как «петербуржский балеарик», получил положительные оценки и мировой интерес. Музыкальные записи были выпущены в формате компакт-диска на японском рынке и транслировались на международных радиостанциях BBC Radio 6 Music, NTS Radio London и американском радиошоу диджея Тима Суини.
В июле 2017 года «Kito Jempere Band» приняли участие в фестивале живой электронной музыки «Alfa Future», проводившимся в Нижегородской области. В том же месяце группа выступила в парке Коломенское на летней сцене фестиваля Пикник «Афиши» вместе с Kasabian, Foals, группой «Грибы», 5’Nizza, A$AP Ferg, Хаски и другими.
Годом позднее Кирилл Сергеев организовал концерт на главной сцене Новой Голландии в Петербурге. В качестве приглашенных гостей в концерте приняли участие электронные музыканты из «Kito Jempere Band», Mujuice, Джими Тенор и другие исполнители. Ключевой особенностью концерта стало использование в нём укороченного состава симфонического оркестра для живого исполнения аранжировок электронной музыки Сергеева.
В 2019 году «Kito Jempere Band» приняли участие в нескольких крупных российских фестивалях, включая Stereoleto и Alfa Future People. На фестивале Stereoleto, проводившимся банком Тинькофф в арт-пространстве «Севкабель Порт», музыканты играли вместе с Монеточкой, группой Мумий Тролль и прочими исполнителями.
В 2020-м году Кирилл Сергеев записал очередной сольный альбом «Yet Another Kito Jempere Album» под именем Kito Jempere. Альбом стал результатом коллаборации Сергеева с чередой российских и зарубежных электронных музыкантов, включая Джими Тенора, Ричарда Тера — барабанщика группы «Red Snapper», Mujuice, Мириам Сехон, группу «Новые композиторы» и некоторых исполнителей из «Kito Jempere Band». Эклектичный альбом, сочетающий композиции в стиле рэп, трип-хоп, минимал-техно, джаз и французский шансон, получил высокие оценки критиков. Ко Дню космонавтики 2020-го «Новые композиторы» и Kito Jempere выпустили премьерный клип на одну из песен нового альбома. Живая премьера альбома была несколько раз отложена из-за мировой эпидемии коронавируса. По состоянию на декабрь 2021 года, она должна состояться на фестивале «Present Perfect» летом 2022-го.
С лета 2020 года музыкант дополнительно задействован в работе группы «Mancave», основанной диджеем Леонидом Липелисом. В состав музыкального коллектива также вошли Гунбин, Аверин и гитарист Даниил Брод (известный по участию в группе «Pompeya»). Группа представила свой первый альбом «Берлога» в августе 2021-го в рамках поп-ап-проекта Jameson Yard x Strelka Bar в Москве.
В октябре того же года Сергеев выпустил мини-альбом «Middle-Aged Hipster Crisis». Как отметил сам музыкант, он впервые использовал собственный голос для записи музыкальных композиций.
В 2023 году Сергеев анонсировал свой четвертый студийный альбом «Green Monster». Альбом стал результатом сотрудничества Сергеева с целым рядом музыкантов и звукорежиссеров, среди которых Джими Тенор, барабанщик «Red Snapper» Ричард Тера, экс-вокалист «Azari & III Starving» Yet Full, Lipelis, Curly Castro, SINDYSMAN, Уразов, Мартин Айвесон и др. Green Monster был выпущен с использованием технологии объёмного звука Dolby Atmos и стерео, на носителях винила и компакт-кассете. Визуальное сопровождение было создано в программном обеспечении Midjourney. Сборник, сочетающий хип-хоп, джаз и звуковой ландшафт, получил положительные отзывы и стал лучшим альбомом недели по версии Juno Daily. В апреле и июне 2023 года Сергеев выпустил два клипа - «Light Accent» (по композициям альбома «Strong Accent» and «Light») и «The Language of Love».
В апреле 2023 года музыкант совместно с Александром Гарезом объявил о создании фонда музыки и искусства.Фонд призван выполнять роль посредника, способствующего установлению связей между артистами. Миссия фонда заключается в том, чтобы оказывать влияние на творческое сообщество, способствуя его развитию во всем мире.
В 2024 году Kito Jempere выпустил свой пятый студийный альбом Part Time Chaos Part Time Calmness, включающий 17 композиций. Альбом отсылает к молодости автора и сочетает звучания акустической гитары и элементов балеарского хауса.
С альбома было выпущено пять синглов: Love Myself But I Can’t Make It Love, The Sounds Of Love, Footsteps, Reka и Killer Line. На все синглы были сняты видеоклипы, созданные в сотрудничестве с артистами из Испании и Армении.
Альбом был также выпущен на физических носителях. Оформление обложки альбома и всех синглов создано с использованием фотографий Алексея Киселева.

### Toje Kito
В ноябре 2021 года Кирилл Сергеев записал дебютный сингл под новым псевдонимом Toje Kito. Трек в жанре хип-хоп был записан на русском языке совместно с вокалистом группы «On-The-Go» Юрием Макарычевым.

## Дискография

### «Uniquetunes»
В составе группы «Uniquetunes» вышли следующие альбомы:
| Название                | Детали                                                                                           |
| ----------------------- | ------------------------------------------------------------------------------------------------ |
| Out of Order            | - Выпущен: 26 января 2007 - Лейбл: 3pbeats Records - Форматы: цифровая дистрибуция, компакт-диск |
| Retrospective 2005—2006 | - Выпущен: 28 ноября 2007 - Лейбл: Mixotic - Форматы: цифровая дистрибуция                       |
| Uniquetunes             | - Выпущен: 8 мая 2008 - Лейбл: 3pbeats Records - Форматы: цифровая дистрибуция, компакт-диск     |
| 8                       | - Выпущен: 12 сентября 2009 - Лейбл: - - Форматы: компакт-диск                                   |

### Saint Petersburg Disco Spin Club
Как диджей под псевдонимом Saint Petersburg Disco Spin Club и в составе одноимённой группы Сергеев выпустил несколько мини-альбомов, синглов и записей живых концертов:
| Название                                         | Детали                                                                                         |
| ------------------------------------------------ | ---------------------------------------------------------------------------------------------- |
| I Need It (feat Lipelis)                         | - Выпущен: 7 мая 2012 - Лейбл: Teardrop - Форматы: цифровая дистрибуция, винил                 |
| Divine                                           | - Выпущен: июнь 2012 - Лейбл: What’s In The Box Records - Форматы: цифровая дистрибуция, винил |
| Love Spin                                        | - Выпущен: 9 июля 2012 - Лейбл: Whiskey Disco - Форматы: винил                                 |
| I Never Leave You                                | - Выпущен: 10 июля 2012 - Лейбл: Conservation Department - Форматы: винил                      |
| Contemporary Sound Of Russia, Vol. 1             | - Выпущен: 2013 - Лейбл: Glenview Records Inc. - Форматы: винил, компакт-диск                  |
| Can’t You See Me / Tender Melody                 | - Выпущен: 28 марта 2013 - Лейбл: Glenview Records Inc - Форматы: винил                        |
| Nightdriving (feat The Legendary 1979 Orchestra) | - Выпущен: 30 апреля 2013 - Лейбл: Legendary Sound Research - Форматы: винил                   |
| Galernaya Live Sessions, Vol.1                   | - Выпущен: 29 мая 2013 - Лейбл: Is It Balearic? Recordings - Форматы: винил                    |
| Live Sessions, Vol.2                             | - Выпущен: 4 ноября 2019 - Лейбл: Emotional Response - Форматы: винил                          |

### Kito Jempere
Как Kito Jempere Сергеев выпустил 33 релиза, включая четыре полноценных альбома:

#### Альбомы
| Название                       | Детали |
| ------------------------------ | --- |
| Objects                        | - Выпущен: 28 апреля 2014 - Лейбл: Fata Morgana - Форматы: цифровая дистрибуция, компакт-диск                 |
| Sea Monster                    | - Выпущен: апрель 2017 - Лейбл: Hell Yeah Recordings - Форматы: цифровая дистрибуция, компакт-диск, винил     |
| Yet Another Kito Jempere Album | - Выпущен: 27 ноября 2020 - Лейбл: Kito Jempere Records - Форматы: цифровая дистрибуция                       |
| Green Monster                  | - Выпущен: 23 июня 2023 - Лейбл: Kito Jempere Records - Форматы: цифровая дистрибуция, винил, компакт-кассета |

#### Мини-альбомы (EP) и синглы
- 2013 — «Confusion» (EP)
- 2015 — «Objects Remixes» (EP)
- 2015 — «Akio» (EP)
- 2015 — «Amended Wonders» (EP)
- 2016 — «Bah029»
- 2016 — «Loose Fits» (EP)
- 2016 — «I’m Saved»
- 2017 — «Super Sax Sounds» (EP)
- 2018 — «Damp Firecrackers» (EP)
- 2019 — «Uohha! / To Marvin»
- 2019 — «DB7 003»
- 2020 — «Your Ghost In Me» (EP)
- 2020 — «Time Traveler»
- 2021 — «思考気雲»
- 2021 — «Et Que Je Dorme»
- 2021 — «Sergio Leone»
- 2021 — «After The Storm»
- 2023 — «Language Of Love» c Адамом Эвальдом & Антоха МС
- 2023 — «Strong Accent» c Curly Castro, SINDYSMAN, Lovvlovver

### Ремиксы
С 2013 по 2021 годы Сергеев под именем Kito Jempere многократно выпускал ремиксы на композиции российских и зарубежных исполнителей, включая «Red Snapper» («Blue Chest», 2015; «B Planet», 2021), «Мумий Тролль» («Jimolost», 2019), Haddaway и Wolfram (12) (« My Love Is For Real», 2019).